# 10006 Sessai
A 10006 Sessai (ideiglenes jelöléssel 1976 UR15) a Naprendszer kisbolygóövében található aszteroida. H. Kosai és K. Hurukawa fedezte fel 1976. október 22-én.